# Xenomystax bidentatus
Xenomystax bidentatus és una espècie de peix pertanyent a la família dels còngrids.

## Hàbitat
És un peix marí, demersal i de clima tropical que viu entre 494 i 604 m de fondària.

## Distribució geogràfica
Es troba a l'Atlàntic occidental central: la costa septentrional de Sud-amèrica.

## Observacions
És inofensiu per als humans.